# Platja de Sota d'en Canals
La platja de Sota d'en Canals és una petita platja pedregosa en un entorn urbà del municipi de Llançà (Alt Empordà), situada entra la platja del Cros i la platja de Grifeu. Està encaixada sota el mateix espadat de la carretera N-260. Té una longitud de 7 m i una amplada de 12 m, de sorres gruixudes i graves. S'hi accedeix pel camí de ronda.